# Trent Dimas
Trent Dimas född den 10 november 1970 i Albuquerque, New Mexico, är en amerikansk gymnast.
Han tog OS-guld i räck i samband med de olympiska gymnastiktävlingarna 1992 i Barcelona.